# Tunel Krakowskiego Szybkiego Tramwaju
Tunel Krakowskiego Szybkiego Tramwaju (Rondo Mogilskie - Politechnika) – tunel tramwajowy w Krakowie łączący Rondo Mogilskie z okolicami ul. Pawiej i Dworca Towarowego. Liczy 1420 m długości (1538 m wraz z rampami wjazdowymi) i jest pierwszym tego typu obiektem w kraju. Zlokalizowane zostały w nim dwa przystanki: Dworzec Główny Tunel oraz Politechnika, przez co tunel tworzy trzeci system szynowej komunikacji podziemnej w Polsce, po 41,5 km metra warszawskiego i 2 km tunelu na kolejowej linii średnicowej w Warszawie. Budowa tunelu trwała z długimi przerwami 34 lata, otwarcie nastąpiło 11 grudnia 2008. Tunel stanowi część sieci Krakowskiego Szybkiego Tramwaju.

## Opis tunelu

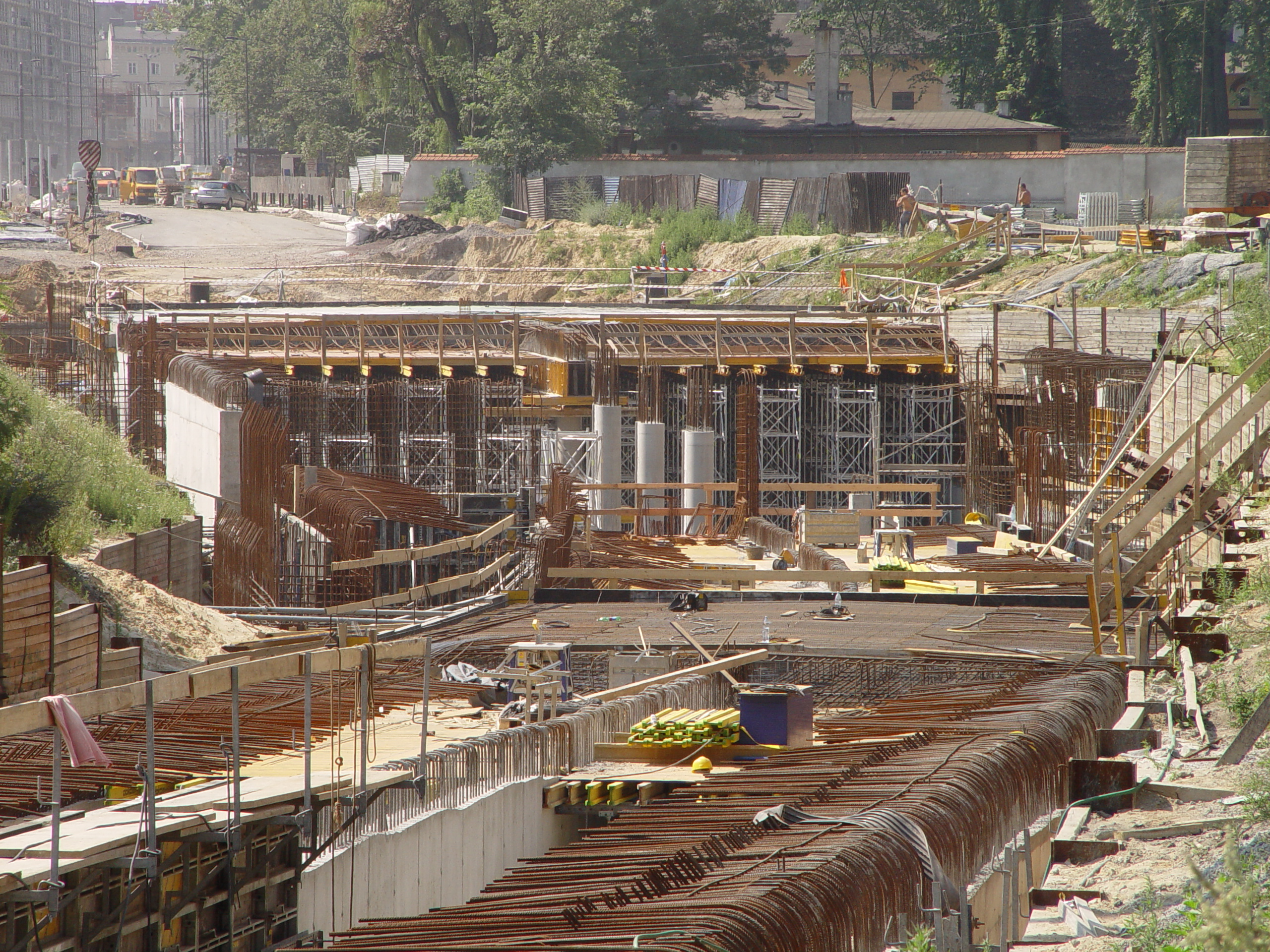
Budowa tunelu w lipcu 2006 r. – Przystanek „Politechnika” oraz rampa zjazdowa od strony Dworca Towarowego

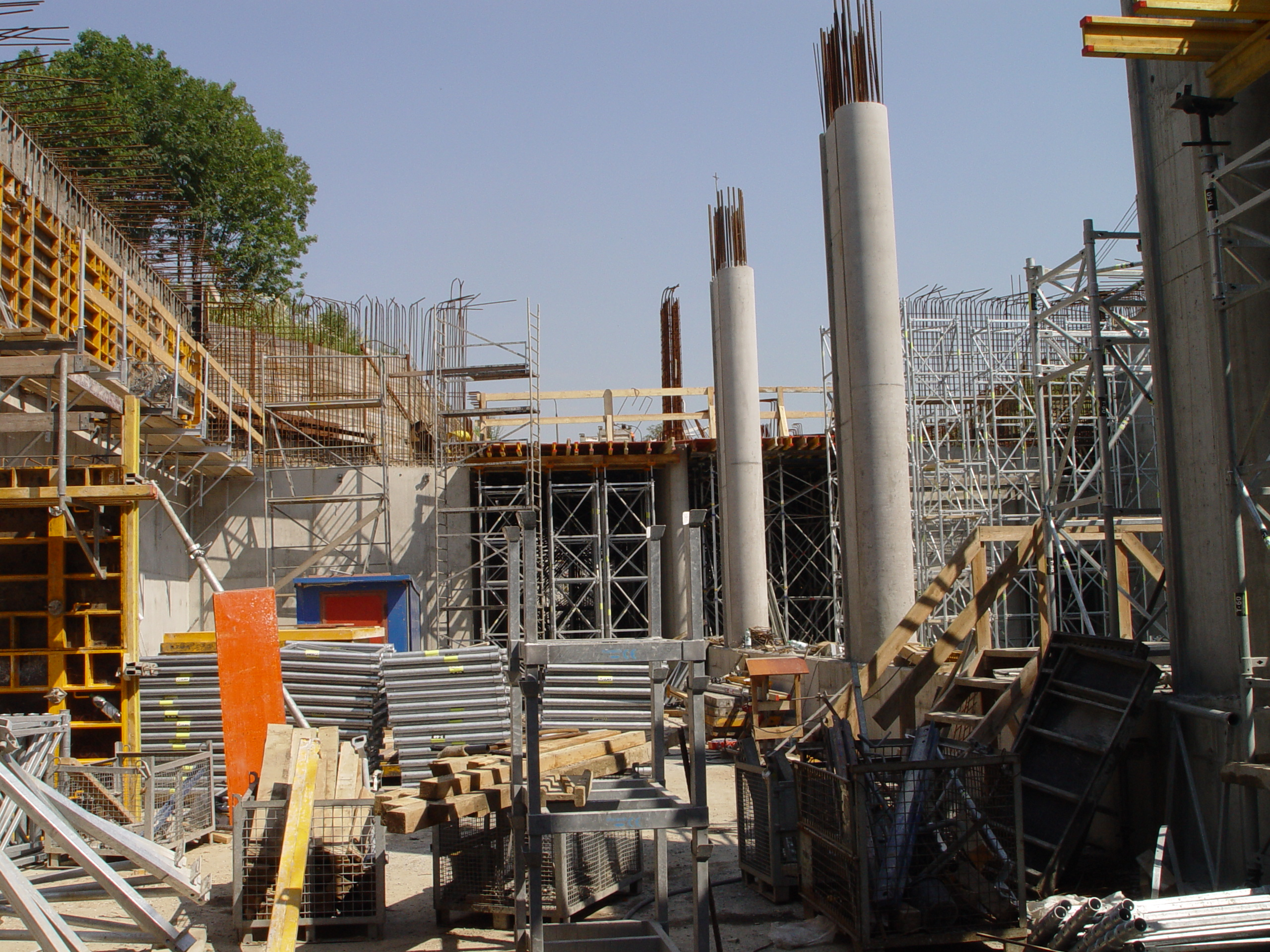
Budowa tunelu w lipcu 2006 r. – Przystanek „Politechnika”

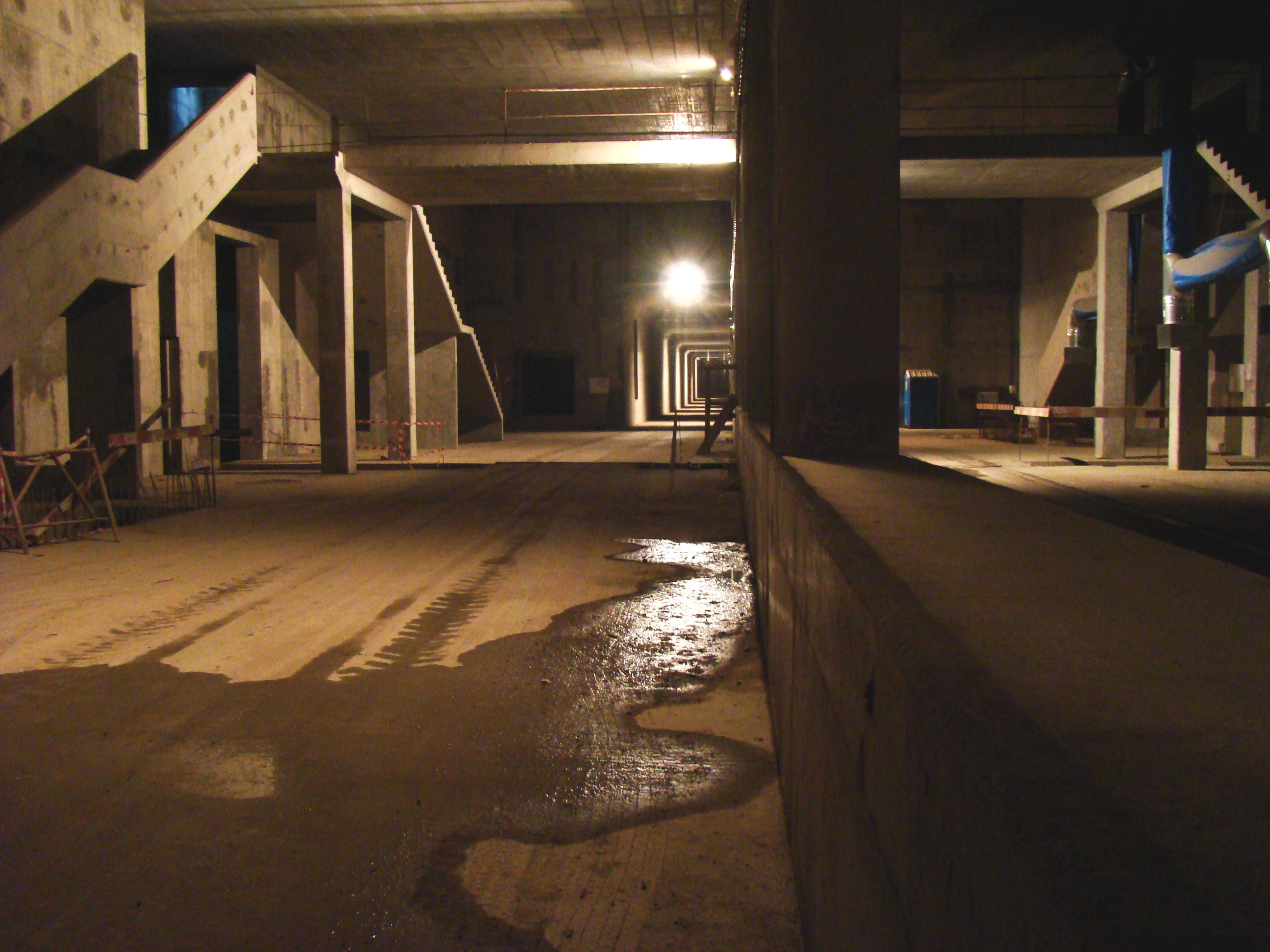
Budowa tunelu w grudniu 2007 r. – Przystanek „Politechnika”

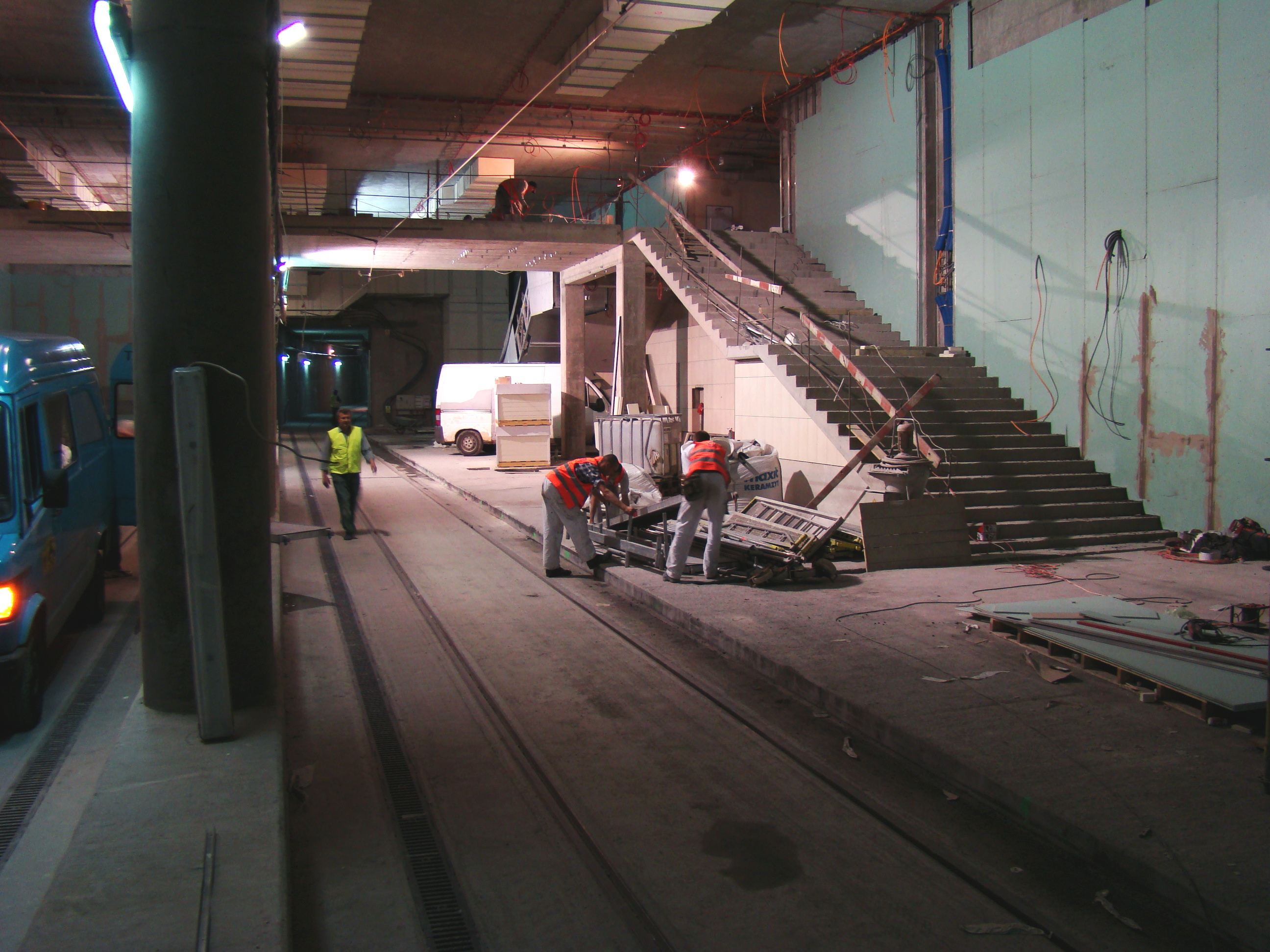
Budowa tunelu w lipcu 2008 r. – Przystanek „Politechnika”

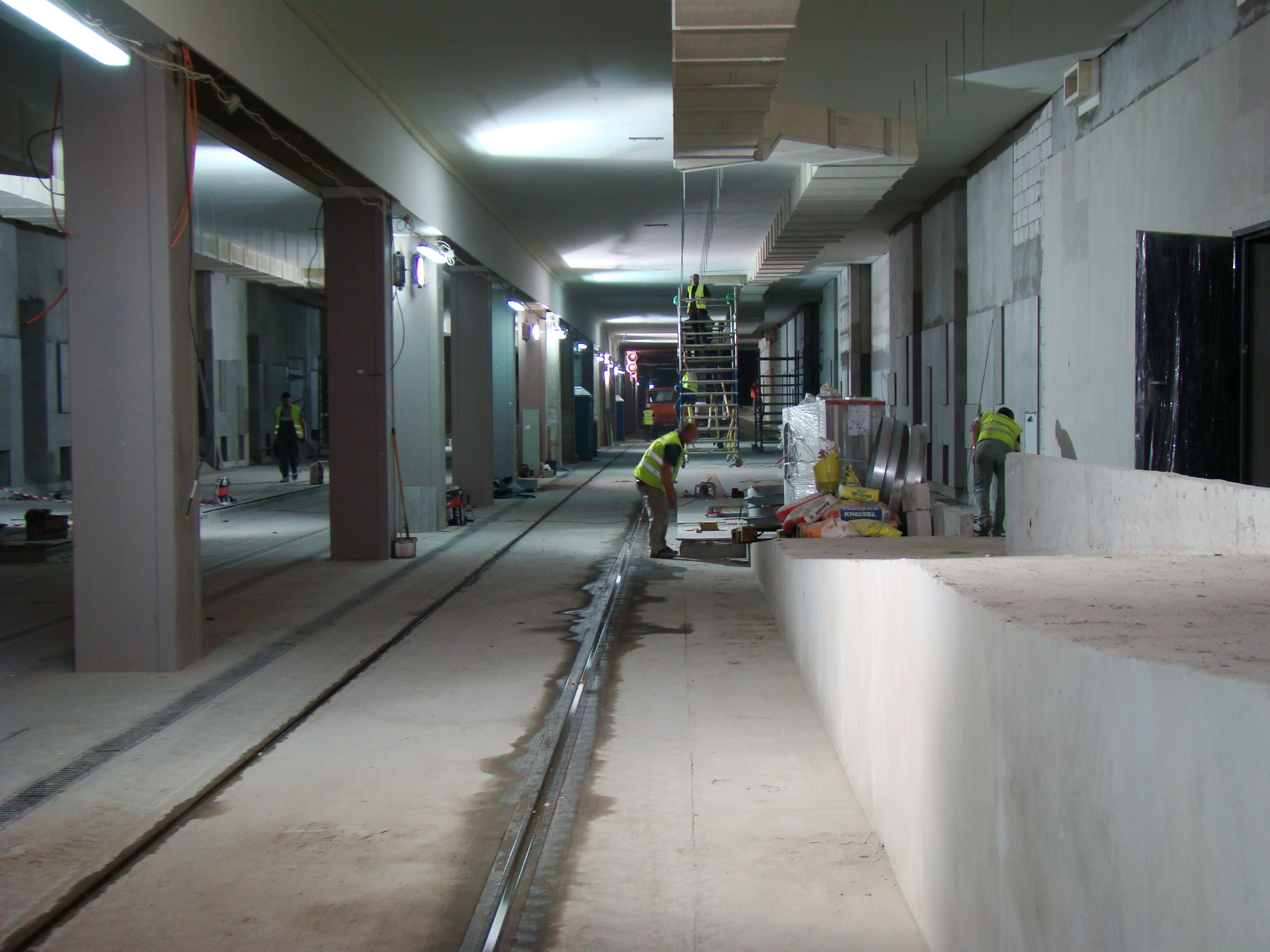
Budowa tunelu w lipcu 2008 r. – Przystanek „Dworzec Główny Tunel”

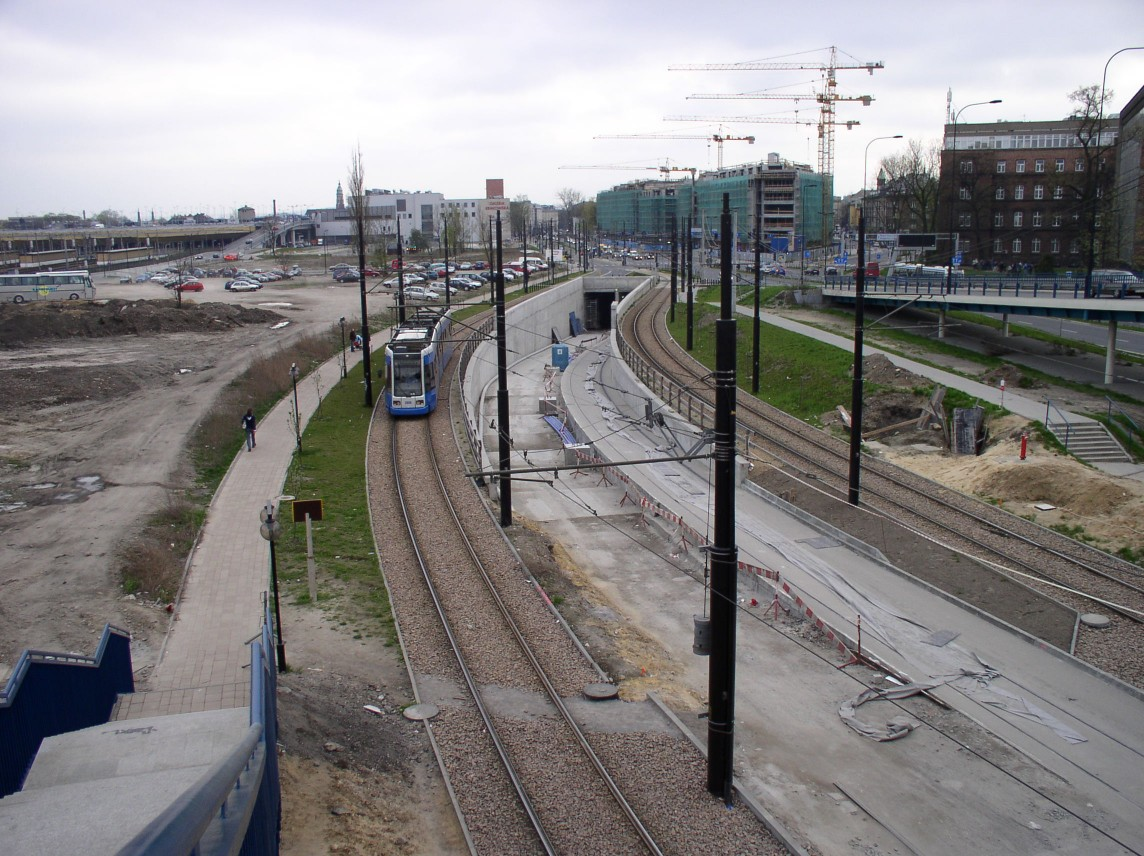
Budowa tunelu w kwietniu 2008 r.

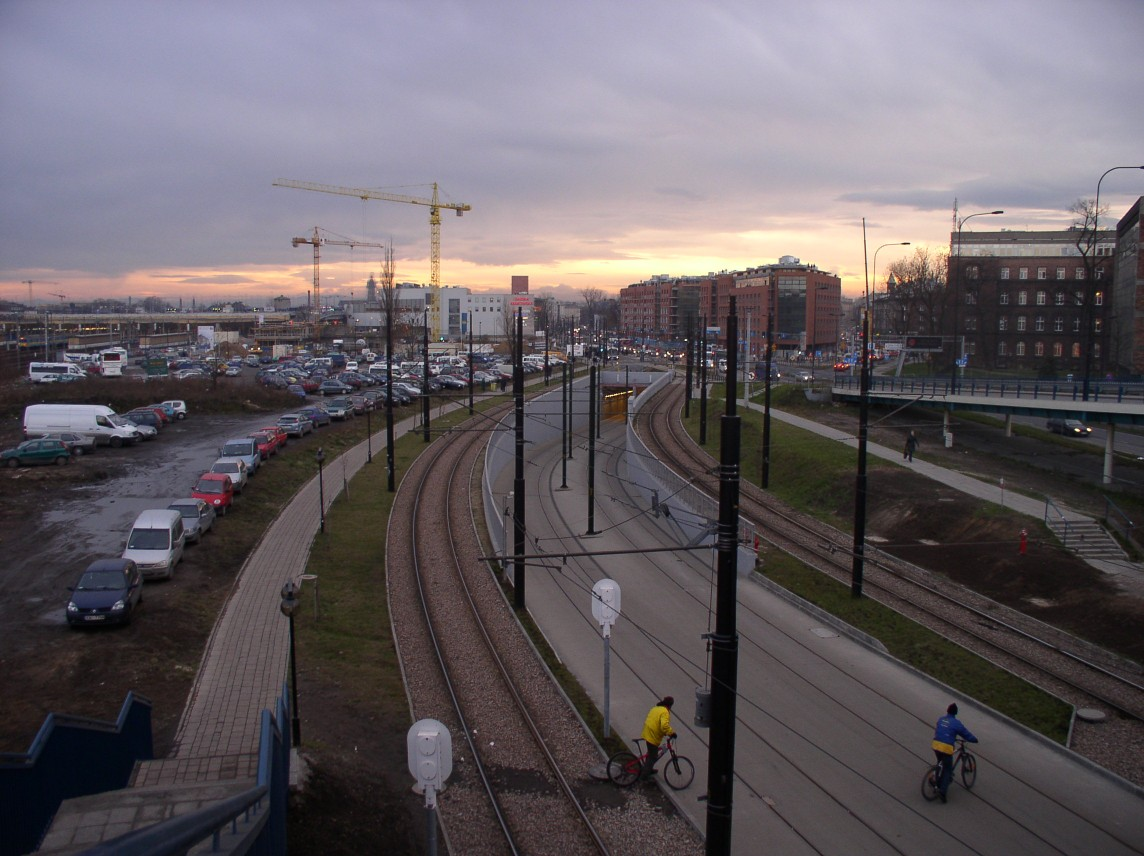
Wylot tunelu w pobliżu ul. Pawiej (2008)

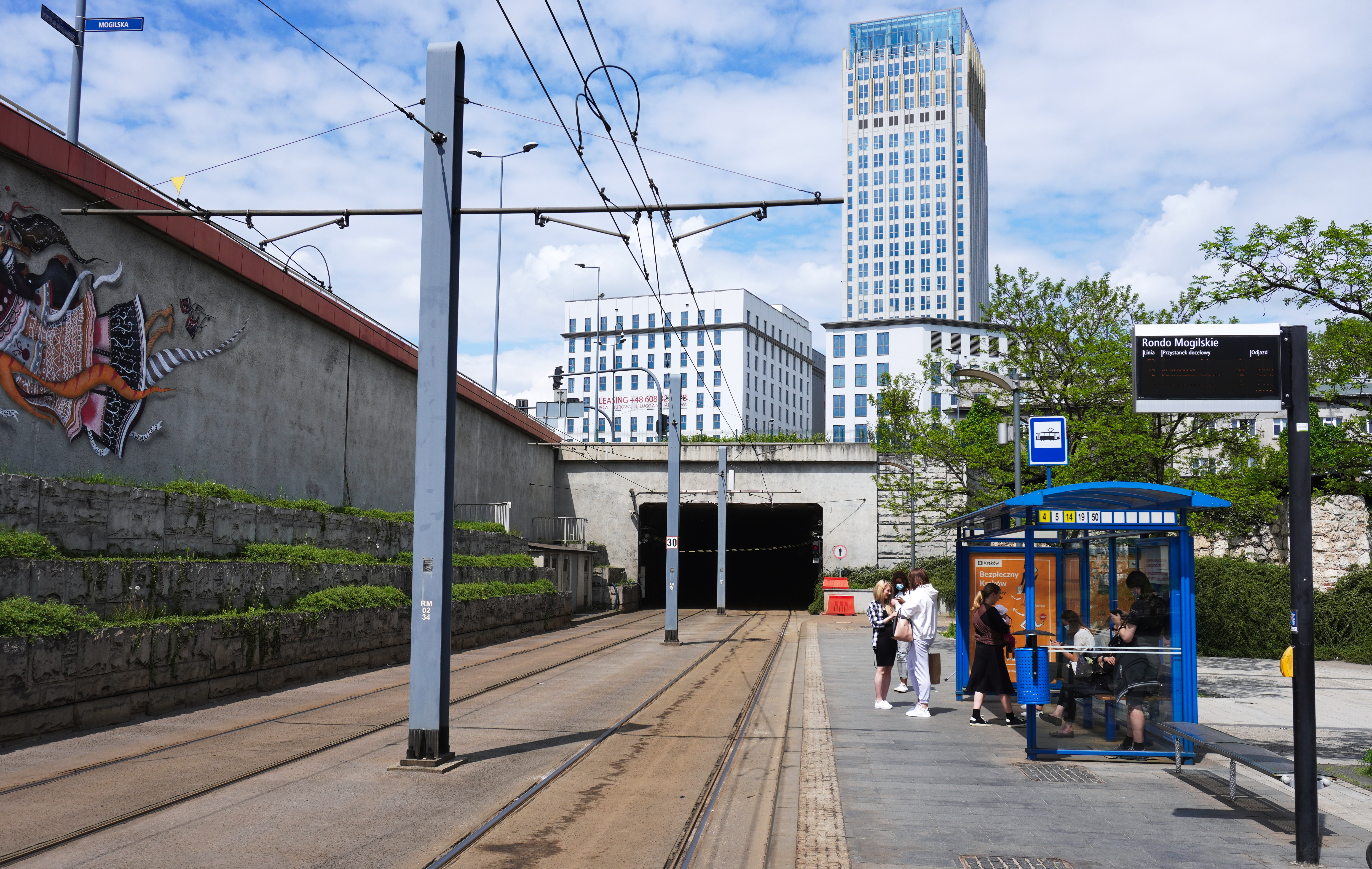
Wylot tunelu na Rondzie Mogilskim i przystanek tramwajowy w kierunku Dworca Głównego

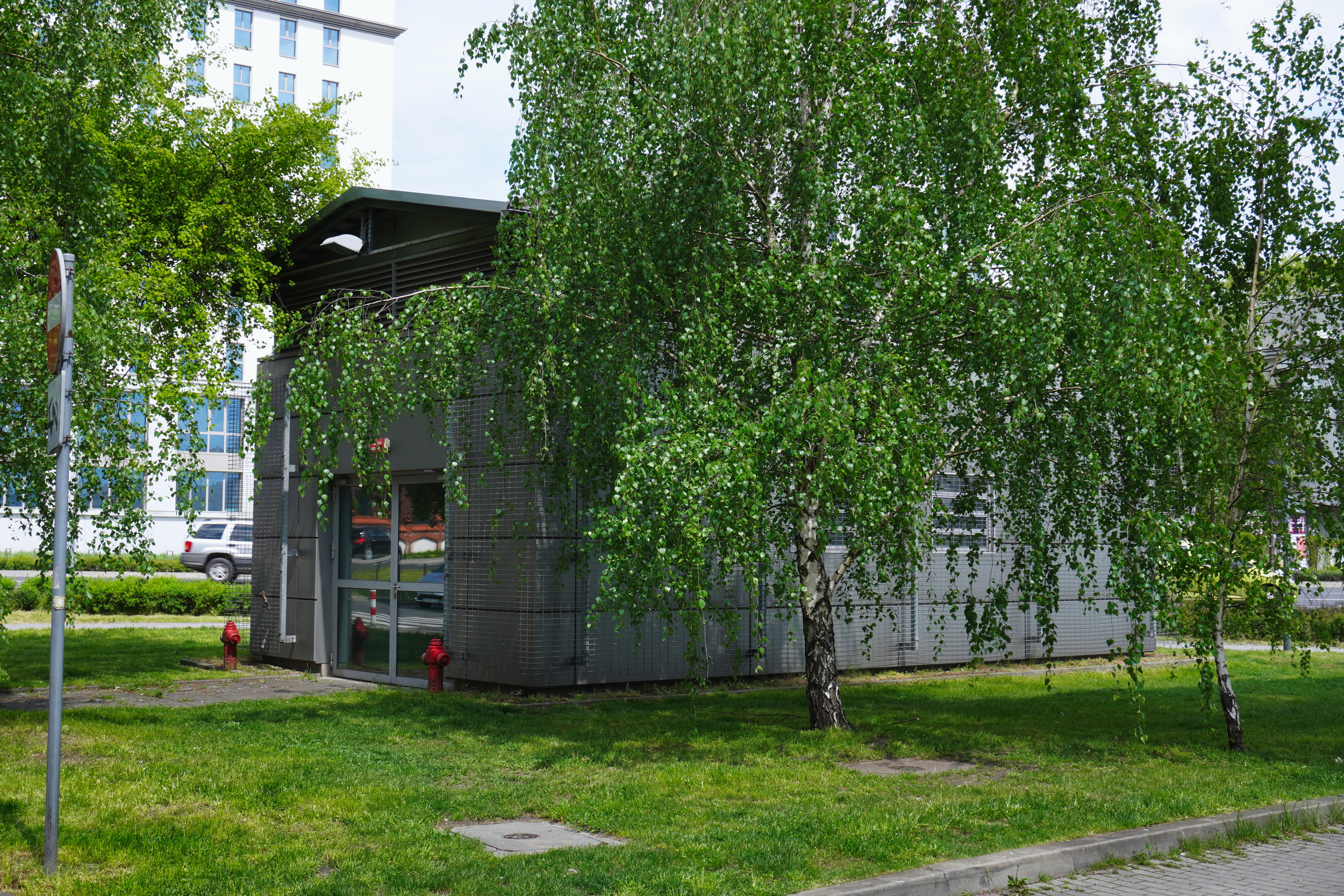
Wyjście awaryjne z tunelu przy ulicy Iwony Borowickiej

Wjazd do tunelu znajduje się w północnej części poziomu -1 Ronda Mogilskiego. Następnie skręca on na zachód i biegnie pod ul. Lubomirskiego i pod dworcem PKP Kraków Główny, gdzie zlokalizowany jest przystanek Dworzec Główny Tunel. Pod Galerią Krakowską na powrót skręca on na północ, do dwupoziomowego przystanku Politechnika. Tuż za nim znajduje się rampa wyprowadzająca tory na powierzchnię, które łączą się z linią wzdłuż ul. Pawiej pod wiaduktem al. 29 Listopada. Poszczególne odcinki, z powodu długiego okresu budowy i zmian w technikach budowania oraz przepisach różnią się między sobą budową. Od Ronda aż do pierwszego z przystanków oba tory biegną w jednej, szerokiej komorze, a dopiero w najnowszej części zachodniej – w oddzielnych. Na wysokości przystanku „Dworzec Główny Tunel” znajduje się podstacja trakcyjna.
Na obu przystankach znajdują się punkty kontroli ruchu (tzw. SOP), z których pracownicy Zarządu Infrastruktury Komunalnej i Transportu mogą sterować pracą obiektu oraz monitorować jego stan poprzez sieć czujników oraz system telewizji przemysłowej. System obsługi tunelu opracowały przedsiębiorstwa Siemens oraz Ela-Compil. Łączność radiową z tramwajami zapewnia nieekranowany kabel przeciągnięty wzdłuż komór i podłączony do anten umieszczonych przy obu wlotach. Do zapewnienia bezpieczeństwa ruchu wykorzystywana jest dwustawna samoczynna blokada liniowa. W tunelu działają telefony SOS umożliwiające połączenie z dyspozytorem, a we wschodniej części znajdują się dodatkowo trzy klatki ewakuacyjne. W części zachodniej ich rolę pełnią oba przystanki. Nad bezpieczeństwem podróżnych, szczególnie w zakresie wentylacji oddymiającej czuwa system GEMOS.
Serce systemu oddymiania stanowi 12 rewersyjnych wentylatorów oddymiających o średnicy od 1600 do 2000 mm dostarczonych przez krakowskie przedsiębiorstwo HTK-Went, a wyprodukowanych w niemieckich zakładach DLK Ventilatoren. Zapewniają one odprowadzenie powstającego podczas ewentualnego pożaru dymu i gazów oraz zapewniają odpowiednią ilość świeżego powietrza do przewietrzania tunelu.
Oba przystanki zostały dostosowane do ruchu tramwajów niskopodłogowych oraz potrzeb osób niepełnosprawnych. Pasażerowie mogą korzystać ze schodów ruchomych oraz wind. Działa tam również elektroniczny system informacji pasażerskiej identyczny z tym, który znajduje się na pozostałej części trasy szybkiego tramwaju. Ponadto ulokowano tam automaty Krakowskiej Karty Miejskiej.

## Historia
W latach 70. XX wieku Kraków planował budowę linii metra łączącej Nową Hutę ze Śródmieściem. Realizacja inwestycji rozpoczęła się w 1974. Zaczęto wtedy prace nad 180-metrowym odcinkiem tunelu przebiegającym pod modernizowanym krakowskim węzłem kolejowym. Według początkowych założeń, obiekt miał mieć przebieg wschód-zachód i być znacznie dłuższy – od Ronda Mogilskiego aż do ul. Karmelickiej. Plany przewidywały również budowę Krakowskiego Centrum Komunikacyjnego w miejscu obecnego dworca PKP. Projektanci zakładali, że prace budowlane zostaną szybko zakończone. W 1986 zamknięto linię tramwajową od Ronda wzdłuż ul. Lubomirskiego do pętli Dworzec Wschodni, aby przenieść komunikację pod ziemię.
Kryzys gospodarczy oraz nadchodzące zmiany ustrojowe spowodowały zahamowanie tej oraz wielu innych inwestycji komunikacyjnych w mieście. W 1990 ostatecznie zakończono odcinek przebiegający pod peronami dworcowymi oraz zmieniono wiele decyzji projektowych. Przedsięwzięcie miało być dalej realizowane, lecz już dla połączenia północ-południe. Zarzucono także koncepcję metra na rzecz szybkiego tramwaju. Prace zostały wznowione w 1995 i do 1999 oddano kolejny, 605-metrowy odcinek pod ul. Lubomirskiego, jednak jeszcze bez wylotu.
Po raz trzeci inwestycję wznowiono w 2004, po rozstrzygnięciu przetargu na jej ostateczne dokończenie, który wygrała tureckie przedsiębiorstwo Güriş. W tym samym czasie wokół Dworca Głównego rozpoczęto szereg innych przedsięwzięć takich, jak budowa Dworca Autobusowego MDA oraz Galerii Krakowskiej, pod którą miał przebiegać kolejny odcinek tunelu. Na przełomie 2004 i 2005 wykonano wykopy pod kolejny podziemny przystanek, Politechnikę. Jednocześnie ostatecznie pogrzebano możliwość dalszego przedłużania obiektu pod Śródmieściem, nie decydując się na zostawienie miejsca na dodatkowy wylot w kierunku zachodnim.
Wiosną 2005 Güriş opuścił plac budowy w atmosferze skandalu, nie będąc w stanie zrealizować przebudowy Ronda Mogilskiego. Pozostawił za sobą niedokończony tunel. Po zabezpieczeniu już wykonanej części prace zawieszono na ponad pół roku. Dokończyło je z konieczności konsorcjum Budimex-Dromex, które miało odpowiadać za nowy układ drogowy po zachodniej stronie Dworca. We wrześniu 2006 obiekt był już gotowy w stanie surowym. Przetarg na prace wykończeniowe wygrało konsorcjum przedsiębiorstw Grupa ZUE S.A., Budostal 5 S.A. i MP Mosty Sp. z o.o., które niebawem przejęło plac budowy. Pod koniec 2007 od strony Dworca Towarowego pojawił się pierwszy tor, kolejny został wykonany kilka miesięcy później. W lipcu 2008 zamontowana została sieć trakcyjna, a od września rozpoczęły się pierwsze testowe jazdy przez tunel. Początkowo otwarcie zaplanowano na 1 października. Szybko okazało się, że chociaż dziennik budowy został zamknięty w terminie, wciąż trwać będą niektóre prace wykończeniowe. Ponadto wskutek braku przepisów dotyczących bezpieczeństwa tuneli tramwajowych w polskim prawie, znacznie dłużej trwał odbiór obiektu przez straż pożarną. Kolejne daty, 20 listopada i 27 listopada również zostały odwołane z powodu wadliwego działania niektórych systemów w trakcie testów przeciwpożarowych. Ostatecznie tunel został uroczyście otwarty 11 grudnia 2008 po 34 latach budowy. Pierwszy tramwaj specjalnej, darmowej linii 90, wyruszył z pasażerami w kierunku tunelu krótko po godzinie 17:00 z pętli Wieczysta. Następnego dnia pojechała nim pierwsza linia Krakowskiego Szybkiego Tramwaju.

## Przystanki
W zachodniej części tunelu zlokalizowane zostały dwa podziemne przystanki: Dworzec Główny Tunel i Politechnika. Wykończone są w podobnym, nowoczesnym stylu, lecz różnią się układem wejść i peronów. W przeciwieństwie do większości stacji metra, każdy z torów posiada swoje własne, niezależne perony. Wynika to z tego, iż eksploatowane w tunelu tramwaje są jednostronne – z drzwiami po prawej stronie. Tory oddzielone są od siebie betonowymi lub stalowymi przeszkodami, które jednak można stosunkowo łatwo sforsować w przypadku niebezpieczeństwa.

### Dworzec Główny Tunel
Przystanek znajduje się pod dworcem PKP Kraków Główny. Wraz z Dworcem Autobusowym MDA stanowi kompletne centrum przesiadkowe. Posiada dwa wejścia – od strony Galerii Krakowskiej i od strony dworca autobusowego.

### Politechnika
Przystanek ten składa się z części podziemnej i nadziemnej otwartej 22 stycznia 2007, obsługiwanej przez torowisko wzdłuż ul. Pawiej. Nad torami poprowadzona jest galeria służąca jednocześnie za zejście na perony oraz przejście podziemne pod ul. Pawią.

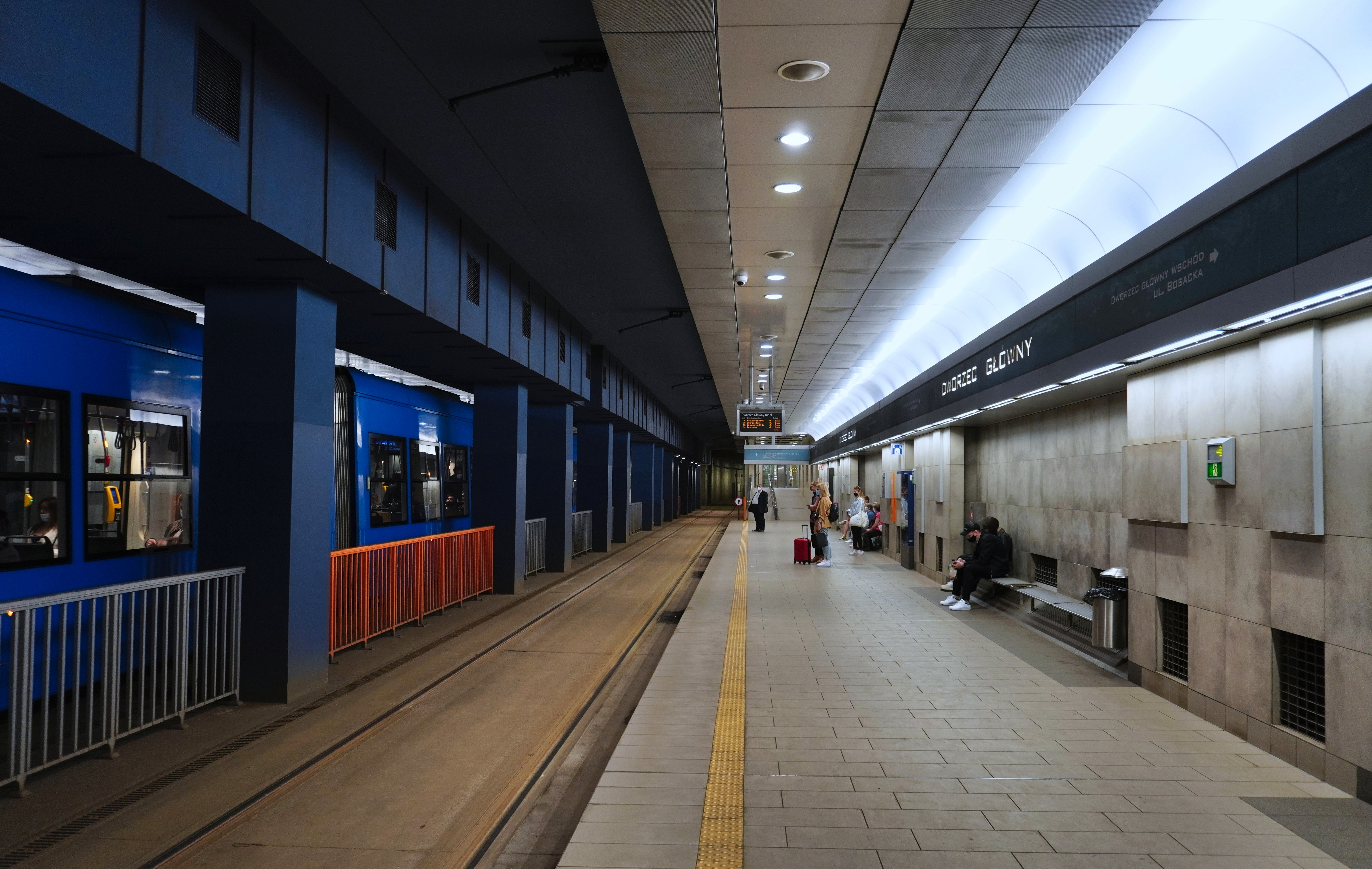
Przystanek Dworzec Główny Tunel peron w stronę Dworca Towarowego
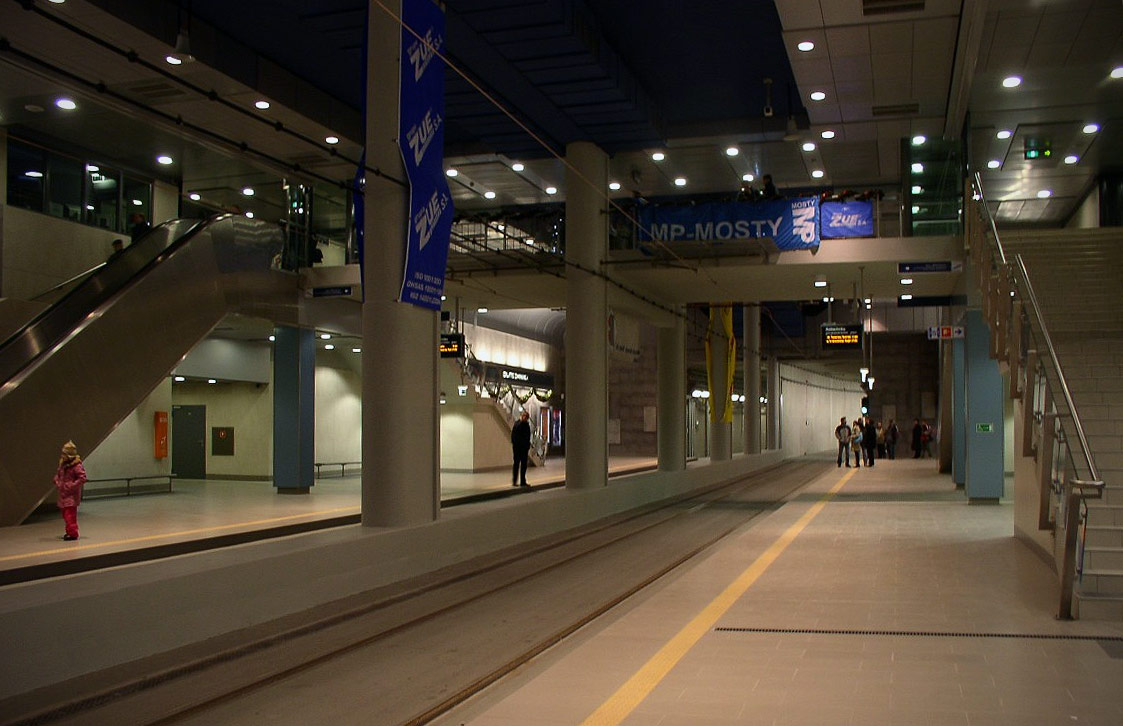
Przystanek Politechnika
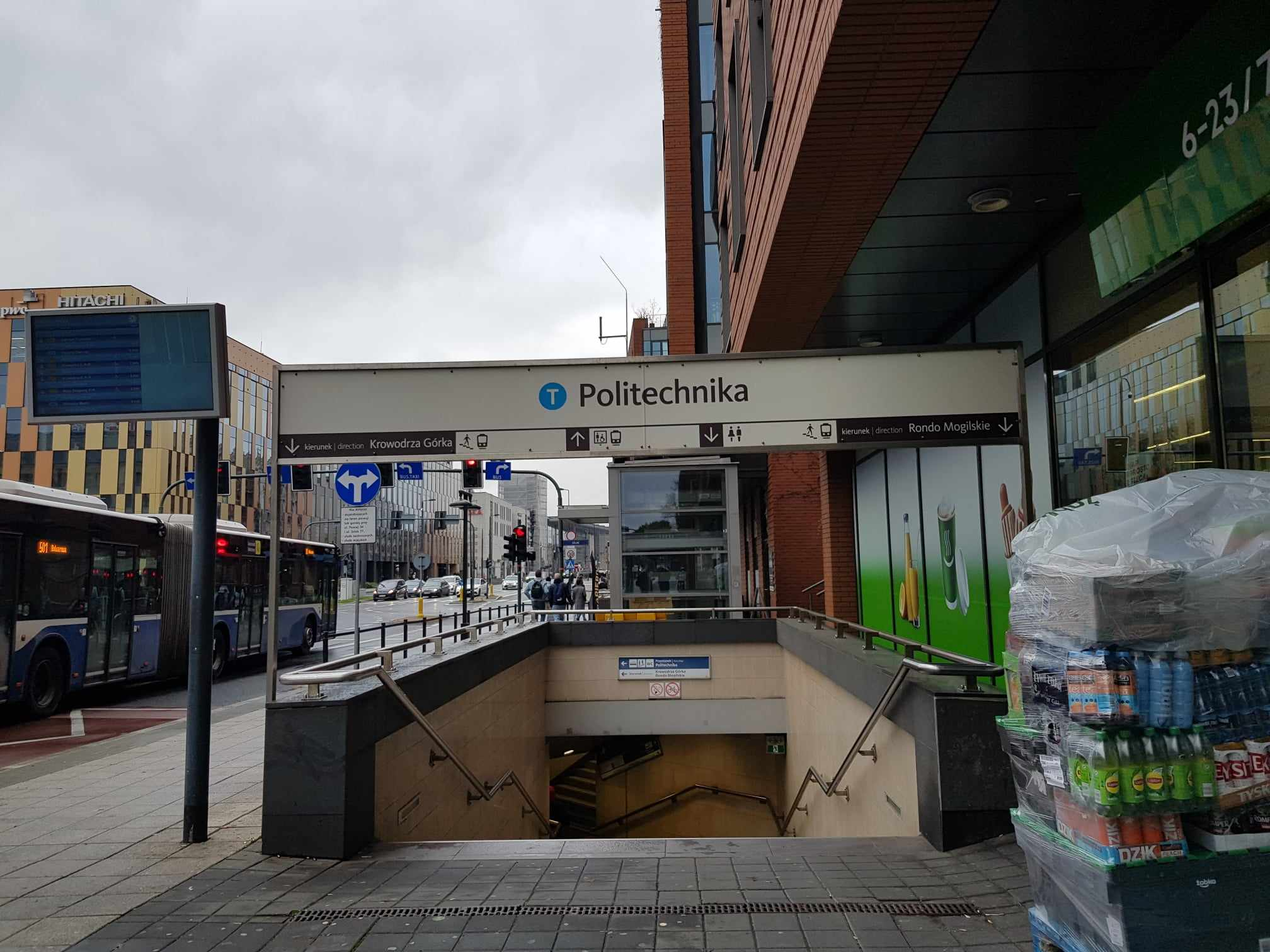
Wejście od ulicy Pawiej do podziemnej stacji Politechnika

## Eksploatacja
Tramwaj porusza się w tunelu z prędkością 60 km/h.
Nie wszystkie tramwaje eksploatowane przez MPK mają pozwolenie na wjazd do tunelu z pasażerami. Obecnie mogą nim kursować wagony:
- Bombardier NGT6
- EU8N
- Protram 405N – zwykle nieużywany na liniach kursujących przez tunel, czasami kierowany jako rezerwowy bądź w trakcie objazdów.
- GT8S – zwykle nieużywane na liniach kursujących przez tunel, czasami kierowane jako rezerwowe bądź w trakcie objazdów.
- N8S-NF
- Bombardier NGT8
- PESA „Krakowiak” 2014N
- Stadler Tango „Lajkonik”